# Fritz Mende

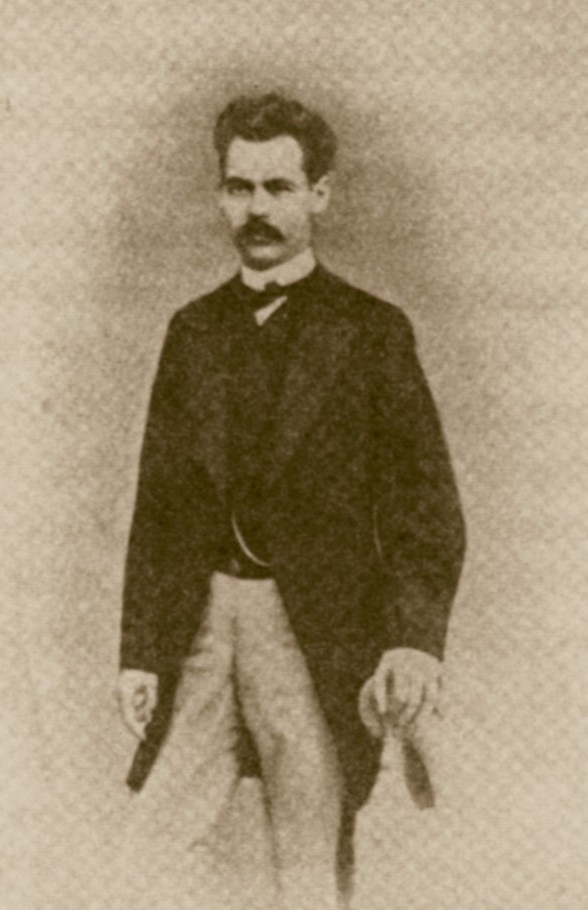
Fritz Mende um 1872.

Fritz Mende (eigentlich Friedrich Mende) (* 26. Oktober 1843 in Liebemühl, Regierungsbezirk Königsberg; † 3. Juli 1879 in Homburg) war ein früher sozialdemokratischer Politiker, Präsident des Lassalleschen Allgemeinen Deutschen Arbeitervereins (LADAV) und Mitglied des Norddeutschen Reichstages.

## Leben und Wirken
Der Vater von Mende war der Arzt oder nach anderen Berichten Dorfschullehrer Karl Mende. Mende trat nach der Schule möglicherweise zunächst in ein Lehrerseminar ein, bevor er als Gehilfe im Handel arbeitete. (Die Unsicherheiten in der frühen Biographie hingen mit dem Versuch eigener Legendenbildung und Widersprüchen in Mendes Polizeiakte zusammen.) Seit 1861 lebte er in Berlin und hielt sich mit Gelegenheitsarbeiten und als Lokalreporter über Wasser. Mehrere Zeitungen entließen Mende nach kurzer Zeit wegen Unzuverlässigkeit wieder. Im Jahr 1861 wurde er wegen inzwischen aufgelaufener Schulden verhaftet und aus Berlin ausgewiesen. Militärdienst brauchte Mende wegen Untauglichkeit nicht zu leisten. Am 15. November 1866 trat Mende in Dresden in den Allgemeinen Deutschen Arbeiterverein (ADAV) ein, ohne sich dabei zunächst hervorzutun.
Im Rahmen des Vereins kam er in Kontakt mit der Gräfin Hatzfeldt. Seither lebte er von deren Geld und betätigte sich in ihrem Sinn in der Arbeiterbewegung. Bei seinen Auftritten versuchte er Ferdinand Lassalles Habitus als Intellektueller nachzuahmen und maßte sich sogar zeitweise einen Doktortitel an. Da Anspruch und Wirklichkeit nicht übereinstimmten, trug ihm dies von der Presse vielfachen Spott ein.
Als Gefolgsmann und zeitweiliger Lebensgefährte der Gräfin Hatzfeldt gehörte er zu den Gründern des vom ADAV abgespaltenen Lassalleschen Allgemeinen Deutschen Arbeitervereins (LADAV). Im Juli 1867 übernahm Mende von Friedrich Wilhelm Emil Försterling zunächst die faktische Leitung des Vereins. Im Jahr 1868 übernahm er dann auch nominell die Präsidentschaft. Im Verlauf seiner Agitation für den LADAV wurde er 1868 wegen eines Vorfalls in Düsseldorf erstmals verurteilt.
Im Februar 1869 legten vier sächsische Abgeordnete des Norddeutschen Reichstags, darunter Friedrich Raimund Sachße (Wahlkreis VIII, Altliberale) und Hermann Schreck (Wahlkreis IX, Deutsche Fortschrittspartei) ihre Mandate nieder. In der Nachwahl erhielt Mende im Wahlkreis VIII (Pirna) 1732 Stimmen (25 %); gewählt wurde Arthur Eysoldt (Deutsche Fortschrittspartei). Im IX. Wahlkreis (Freiberg–Oederan) siegte Mende dagegen in der Stichwahl mit 5615 Stimmen gegen Ludwig von Burgsdorff (Konservative Partei), der 4488 Stimmen erhielt. Mende zog nach Berlin und übergab Heinrich Nendel das Präsidium bzw. Vize-Präsidium des LADAV, der den Sitz von Dresden nach Leipzig verlegte.
Größeres Aufsehen erregte die Verhaftung Mendes wegen eines Krawalls in Mönchen-Gladbach am 4. April 1869, da die Polizei ihn trotz seiner Immunität als Abgeordneter inhaftiert hatte. Erst auf Intervention des Reichstages wurde er wieder freigelassen. Im Jahr 1872 führten diese Vorgänge zu einer Verurteilung zu sechs Monaten Gefängnis, die Mende aus Krankheitsgründen nicht abzusitzen brauchte.
Am 16. Juni 1869 beschlossen J. B. von Schweitzer und Mende die Vereinigung ihrer Organisationen auf der Grundlage des Statutes von 1863 und verkündeten dies im Social-Demokrat vom 18. Juni unter der Überschrift „Wiederherstellung der Einheit der Lassaleschen Partei“. In ihrem Testament vom 23. Juli 1869 bestimmte die Gräfin Hatzfeld, dass Mende nach ihrem Tode ihre Biografie schreiben und veröffentlichen sollte. Mende starb aber vor ihr.
Am 28. November 1870 stimmte Mende mit der Mehrheit der sozialdemokratischen Abgeordneten für die Kriegskredite für den Deutsch-Französischen Krieg, während sich August Bebel und Wilhelm Liebknecht der Stimme enthielten.
Bei der Reichstagswahl 1871 kandidierte Mende letztmals für den Reichstag im Gladbach. Er erhielt dort 2046 Stimmen, gewählt wurde Franz Josef Kratz mit 7797 Stimmen. Die letzten Jahre Mendes sind von zahlreichen Krankheiten überschattet, die ihn zur Unterbrechung seiner politischen Tätigkeit zwangen. Die Nebenwirkungen des verabreichten Morphiums trugen zur Verschlechterung seines Gesundheitszustandes bei. Im Jahr 1873 gab Mende seine Position im faktisch schon nicht mehr existenten LADAV auf. Etwa ein Jahr später zog die Gräfin Hatzfeldt zusammen mit Mende in ein Haus in Heddernheim, um den inzwischen hochgradig morphiumsüchtigen Mende zu pflegen.
Im Juni 1872 musste die Freie Zeitung ihr Erscheinen einstellen. Damit war der LADAV praktisch tot. Friedrich Mende starb am 3. Juli 1879 in Bad Homburg vor der Höhe eines natürlichen Todes.

## Veröffentlichungen
- Politische Sünden. Roman aus der russischen Geschichte 1742. Grunow, Leipzig 1865. Digitalisat
- Ein Hazard der Liebe. Novelle. In: Der Bazar. Illustrirte der Damen-Zeitung. Bazar-A.G., Berlin 1866. XII. Jg., Nr. 32 vom 23. August 1866, S.  258–260. MDZ Reader
- Herr J. B. von Schweitzer und die Organisation des Lassalle’schen Allgemeinen deutschen Arbeitervereins. Ein Antrag an den Vorstand. Verlag des Lassalle’schen Allgemeinen Deutschen Arbeitervereins, Leipzig 1869.[25]
- Wiederherstellung der Einheit der Lassalle’schen Partei. gez. F. Mende, J. B. v. Schweitzer. In: Freie Zeitung des Lassalle’schen Allgemeinen Deutschen Arbeiter-Vereins. Leipzig 1869 vom 18. Juni 1869.
- Organisationsfragen. In: Freie Zeitung des Lassalle’schen Allgemeinen Deutschen Arbeiter-Vereins. Leipzig Nr. 95 vom 23. Oktober 1869 und Nr. 96 vom 30. Oktober 1869.
- Die Allgemeine Deutsche Arbeiter-Versicherungs-Genossenschaft. Verlag des Lassalle’schen Allgemeinen Deutschen Arbeitervereins, Leipzig 1870.